# Tipula (Sinotipula) tessellatipennis
Tipula (Sinotipula) tessellatipennis is een tweevleugelige uit de familie langpootmuggen (Tipulidae). De soort komt voor in het Palearctisch en Oriëntaals gebied.